# Émile Ntamack
Émile Ntamack (Lyon, 25 de junio de 1970) es un exjugador francés de rugby que se desempeñaba normalmente como centro. Actualmente es entrenador de backs del Union Bordeaux Bègles. Es padre del jugador de rugby francés Romain Ntamack

## Selección nacional
Debutó con Les Bleus en 1994 y jugó con ella por diez años hasta su retiro internacional en 2004. En total jugó 46 partidos y marcó 27 tries (135 puntos).

## Participaciones en Copas del Mundo
Ntamack disputó dos Copas del Mundo: Sudáfrica 1995 logrando la tercera posición y Gales 1999 alcanzando el subcampeonato.
| Mundial                       | Sede      | Resultado     | PJ | Tries |
| ----------------------------- | --------- | ------------- | -- | ----- |
| Copa Mundial de Rugby de 1995 | Sudáfrica | Tercer puesto | 5  | 3     |
| Copa Mundial de Rugby de 1999 | Gales     | Subcampeón    | 6  | 3     |

## Palmarés
- Campeón del Torneo de las Seis Naciones de 1997.
- Campeón de la Copa de Campeones de 1995/96 y 2002/03.
- Campeón del Top 14 de 1988-89, 1993-94, 1994-95, 1995-96, 1996-97, 1998-99 y 2000-01.
- Campeón de la Copa de Francia de 1992-93, 1994-95, 1997-98.